# Desmodorella hirsuta
Desmodorella hirsuta is een rondwormensoort. De wetenschappelijke naam van de soort is voor het eerst geldig gepubliceerd in 1936 door Chitwood.